# Монархізм у Грузії
Грузія має монархічну традицію, яка бере свій початок з елліністичного періоду. Середньовічне Грузинське царство, яким правила династія Багратіоні, залишило по собі спадщину, що зберігається в Грузії навіть у наш час. Якості та символи, пов'язані з монархією Багратіоні, мали вирішальне значення для формування грузинської нації та подальшої побудови національної історії. Їхнє правління закінчилося з анексією грузинських земель Російською імперією на початку XIX століття, хоча кілька гілок династії дожили до наших днів. Можливість відновлення монархії розглядалася різними роялістськими групами протягом усього XX століття. Хоча політика Грузії відбувається в рамках напівпрезидентської республіки з моменту відновлення незалежності від Радянського Союзу в 1991 році, дебати про встановлення в країні конституційної монархії фактично ніколи не припинялися. Востаннє це питання постало на тлі політичної кризи наприкінці 2007 року.

## Російське імперське правління та революція
Російська імперія поглинула два головних грузинських царства — Картлі-Кахетію та Імеретію — у 1801 та 1810 роках відповідно. Члени позбавленої влади царської династії підняли низку повстань проти російського правління, але всі вони зазнали поразки. Російська адміністрація, використовуючи поєднання військового умиротворення та дипломатичного переконання, зуміла завоювати певну лояльність місцевих еліт. Самі князі Багратіоні згодом схилилися перед неминучим і змирилися з доконаним фактом.
Невдовзі після повстання декабристів у 1825 році грузини-роялісти в Санкт-Петербурзі та Москві, за підтримки онуків передостаннього царя Грузії Ерекле II, князів Окропіра та Димитрія, намагалися переконати грузинських студентів у цих двох російських містах, що Грузія повинна бути незалежною під владою династії Багратіоні. Окропір відвідав Тифліс у 1829 році і допоміг заснувати таємне товариство з метою відновлення грузинської монархії. Натхненні Французькою революцією 1830 року та польським повстанням 1830-1831 років, змовники були єдині у своїх антиросійських настроях, але розділилися у своїй програмі, хоча більшість виступала за відновлення Багратіоні на грузинському троні. Запланований переворот був відвернений поліцією у 1832 році.
Лояльність грузинської знаті до російського царя, завойована ліберальною політикою імперського намісника князя Воронцова (1844-1854), почала згасати в 1860-х роках. Проте, після змови грузинських роялістів у 1832 році, жоден грузинський рух чи політична партія не закликала до прямої незалежності аж до Першої світової війни.
Під час Першої світової війни грузинські емігранти під керівництвом князя Матчабеллі створили в Берліні Національний комітет, який розглядав можливість відновлення монархії в Грузії під протекторатом Німеччини. Впливовим лобістом цієї ідеї був Отто фон Лоссов, який запропонував посадити на грузинський трон німецького принца Йоахіма Прусського. Однак після російської революції 1917 року грузини відновили свою незалежну державу у формі демократичної республіки (26 травня 1918 року), що стало результатом тривалого домінування на грузинській політичній сцені соціал-демократів. Грузинська знать, включаючи нащадків колишньої царської династії, підтримала нову республіку. Як зазначав сучасний західний оглядач: «Як і у Франції, грузинське дворянство має соціальне, а не політичне значення. Народ демократичний за духом; немає ні найменшого шансу на відродження монархії в Грузії, а дворяни навряд чи матимуть більшу політичну вагу, ніж на це дають їхні індивідуальні заслуги".

## Радянська епоха та пострадянська незалежність
Демократична Республіка Грузія стала жертвою вторгнення Червоної армії Радянської Росії у 1921 році. Подальші політичні репресії, особливо під час невдалого Серпневого повстання 1924 року, змусили багатьох членів родини Багратіоні втекти з Радянського Союзу; деякі з них загинули під час терору.
Один з емігрантів, князь Іраклій з дому Мухрані (побічна гілка династії Багратіоні) (1909-1977), намагався заручитися підтримкою європейських держав для грузинської монархічної справи. Оселившись в Іспанії перед Другою світовою війною, князь Іраклій заснував те, що він називав «Царський дім Грузії» і шукав підтримки європейських урядів для створення грузинської монархії, незалежної від сталінського Радянського Союзу. Коли князь Іраклій помер в Іспанії в 1977 році, його син Георгій став першим у черзі на престол Грузії і був визнаний таким, хоча і формально, урядом і парламентом нової незалежної республіки в 1991 році, незважаючи на претензії з боку інших. Законні права на трон гілки Мухрані, хоча і старшої генеалогічно, були поставлені під сумнів. Тим не менш, нащадки останнього царя Картлі-Кахетії на сході Грузії - Багратіон-Грузинського - по батьківській лінії все ще живуть в Грузії, хоча і близькі до згасання. Цю лінію представляє князь Нугзар Багратіон-Грузинський (1950 р.н.), спадкоємець по чоловічій лінії останнього правлячого царя Картлі-Кахетії, Георгія XII.
Однак, обидві гілки вжили заходів для вирішення цього конфлікту, об'єднавшись через шлюб князя Давида Багратіоні-Мухранелі зі старшою дочкою Нугзара, Анною Багратіоні-Грузинською, в лютому 2009 року. Князь Давид і княгиня Анна стали батьками хлопчика 27 вересня 2011 року, князя Георгія Багратіоні Багратіоні, який в його особі потенційно об'єднує претензії Мухранелі і Грузинського. Якщо ні в грузинській, ні в мухранській гілці Багратіоні не народиться інший князь Багратіоні, який був би старшим за походженням, і він переживе нині живих, князь Георгій стане одночасно і спадкоємцем будинку Багратіоні по чоловічій лінії, і головним спадкоємцем Георгія XIII в Картлі-Кахетії.
Тим не менш, спекуляції щодо кандидатури на відновлений трон інших Багратіоні мали місце. Деякі монархісти називали ім'я дона Леліо Ніколо Орсіні, сина дона Раймондо Орсіні та княгині Хетеван Багратіон де Мухрані, але сама княгиня Хетеван відкинула цю ідею як неможливу.
Оскільки Грузія рухалася до незалежності від Радянського Союзу на початку 1990-х років, монархічна реставрація була питанням на периферії політики, але без реальних кандидатів на трон і народної підтримки монархії. Різні грузинські політичні групи намагалися домовитися про повернення Хорхе де Багратіона, глави грузинського царського дому, і навіть відправили делегацію до Мадрида, щоб переконати неохочого принца. Деякі політичні активісти, особливо пов'язані з Національно-демократичною партією, припускали, що конституційна монархія в Грузії допоможе припинити будь-які спроби Москви утримати Грузію в складі Радянського Союзу. Після проголошення незалежності Грузії 9 квітня 1991 року слабкі та розрізнені опозиційні групи знову підняли питання реставрації, сподіваючись нейтралізувати Звіада Гамсахурдіа, першого всенародно обраного президента Грузії, і його авторитарні тенденції.
Під час правління Едуарда Шеварднадзе (1992-2003) монархічні ідеї не розглядалися серйозно, хоча кілька дрібних політичних партій, зокрема Союз грузинських традиціоналістів на чолі з колишнім головою парламенту Акакієм Асатіані, продовжували виступати за конституційну монархію як життєздатну альтернативу для грузинського уряду.

## Поточні дебати
Дебати про конституційну монархію були пожвавлені політичною кризою, що виникла в Грузії наприкінці 2007 року. Проповідь Католикоса-Патріарха Іллі II, популярного глави Грузинської Православної Церкви, 7 жовтня 2007 року дала поштовх до відновлення політичних дебатів. Патріарх, який завжди симпатизував ідеї конституційної монархії, під час недільної служби в соборі Святої Трійці заявив, що відновлення царської династії є «бажаною мрією грузинського народу». Він також підкреслив, що якщо народ Грузії вибрав цю модель правління, то «кандидат на корону повинен бути обраний серед представників царської династії, і він повинен бути належним чином вихований, щоб бути царем з дитинства».
Проповідь Патріарха дала несподіване продовження політичній кризі в Грузії. Хоча симпатії Патріарха до монархії не є чимось новим для пересічних парафіян, кілька опозиційних партій негайно скористалися можливістю висунути своє гасло «Грузія без президента», посилаючись на модель парламентського правління, за яку виступає грузинська опозиція. Багато політиків висловилися на підтримку конституційної монархії з перехідним етапом у вигляді парламентської республіки.
Реакція влади на заклики до монархії була стриманою. Ніно Бурджанадзе, співголова парламенту Грузії, висловила скептицизм щодо цієї ідеї і заявила, що Грузія не зможе вирішити таке важливе питання, поки не буде відновлена її територіальна цілісність, маючи на увазі відділення Абхазії і Південної Осетії. Президент Міхеїл Саакашвілі, жартома зауваживши про своє віддалене багратидське походження, заявив, що «необхідний серйозний розгляд цього питання, щоб ми не додали нових проблем до вже наявних». Гіга Бокерія, впливовий член парламенту від «Єдиного національного руху» Саакашвілі, спробував пом'якшити заяву Патріарха: «Патріарх не пропонував встановити монархію сьогодні. Він мав на увазі, що це може статися після того, як Грузія вирішить свої фундаментальні проблеми". Пізніше він стверджував, що заклик опозиції до конституційної монархії був лише популістським кроком: «Вони говорять про конституційну монархію тут і нічого не говорять про неї за кордоном. Це їхня політика подвійних стандартів". Сам Ілля II уникає подальших коментарів на цю тему.
Тим часом, опозиційна партія «Нові праві», яка стояла осторонь антиурядових демонстрацій, організованих коаліцією десяти опозиційних партій у жовтні та листопаді 2007 року, стала єдиною великою політичною групою, яка додала до свого порядку денного більш нюансований погляд на встановлення конституційної монархії. Вони опублікували спеціальну декларацію, в якій підтримали цю ідею і запропонували провести референдум з цього питання, що також було включено до передвиборчої кампанії Давида Гамкрелідзе, кандидата від блоку «Нові праві/індустріалісти» на дострокових президентських виборах, що відбулися 5 січня 2008 р..
Варіант монархії завжди викликав неоднозначний резонанс у Грузії. З одного боку, монархія вважається символом грузинської єдності та незалежності, а з іншого боку, вона належить до далекого минулого, зі значним розривом у понад 200 років монархічної традиції. Так, за даними одного з опитувань, проведеного в 1998 році, лише 16,3% з 828 респондентів вважали, що монархія була б хорошою або дуже хорошою формою правління для Грузії, коли їх запитали, наскільки, на їхню думку, різні форми правління підходять або підходили б для Грузії
Скептики стверджують, що відновлення монархії технічно неможливе з кількох причин, включаючи кількість кандидатів і невирішеність питання про престолонаслідування грузинського престолу. Крім того, вони вважають, що критерії вибору царя призведуть до серйозних розбіжностей. Народження у вересні 2011 року принца Георгія Багратіона Багратіоні, який у своїй особі потенційно об'єднає дві основні вцілілі гілки сім'ї, може допомогти зменшити такий скептицизм.
Прихильники конституційної монархії продовжують стверджувати, що ця форма держави найкраще захищатиме інтереси громадян Грузії; монарх «царюватиме, а не правитиме» і виступатиме гарантом стабільності та національної єдності. Вони вважають повернення до монархії «історичною справедливістю», посилаючись на той факт, що царську династію Багратіоні не було повалено чи відкинуто грузинським народом, а було усунено від влади іноземною державою (тобто Російською імперією).
16 грудня 2018 року князя Мухранського Давида Багратіоні було запрошено на інавгурацію в колишню царську резиденцію першої жінки-президента Грузії Саломе Зурабішвілі. Будучи лідером опозиційної партії «Шлях Грузії», Зурабішвілі заявила в жовтні 2008 року: «Я завжди була прихильницею конституційної монархії, як правильної форми правління для Грузії. Але це питання має бути вирішено після проведення виборів у країні. Зараз головне — вивести країну з хаосу й підготуватися до наступних виборів, а потім [ми зможемо] вирішити, чи потрібен нам інститут президента. Особисто я вважаю, що республіка не [виправдана] в нашій країні й нам потрібно думати про перехід до системи конституційної монархії".

## Громадська думка
Громадська думка щодо відновлення монархії в Грузії.
| Дата                  | Організація, що проводила опитування | Питання                                                       | Так   | Ні    | Без відповіді | Ref    |
| --------------------- | ------------------------------------ | ------------------------------------------------------------- | ----- | ----- | ------------- | ------ |
| 23 жовтня 2007 року   | "Kviris Palitra" (газета)            | "Чи підтримуєте ви ідею переходу до конституційної монархії?" | 45%   | 29.6% | 25.4%         | [ 20 ] |
| 4 листопада 2013 року | "Big Politics" (ток-шоу)             | "Чи повинен у Грузії бути цар?"                               | 78.9% | 21.0% | —             | [ 21 ] |
| 5 листопада 2013      | "Barrier" (ток-шоу)                  | "Чи слід відновити монархію в Грузії?"                        | 56.8% | 42.4% | —             | [ 22 ] |